# Justizanstalt Wien-Josefstadt

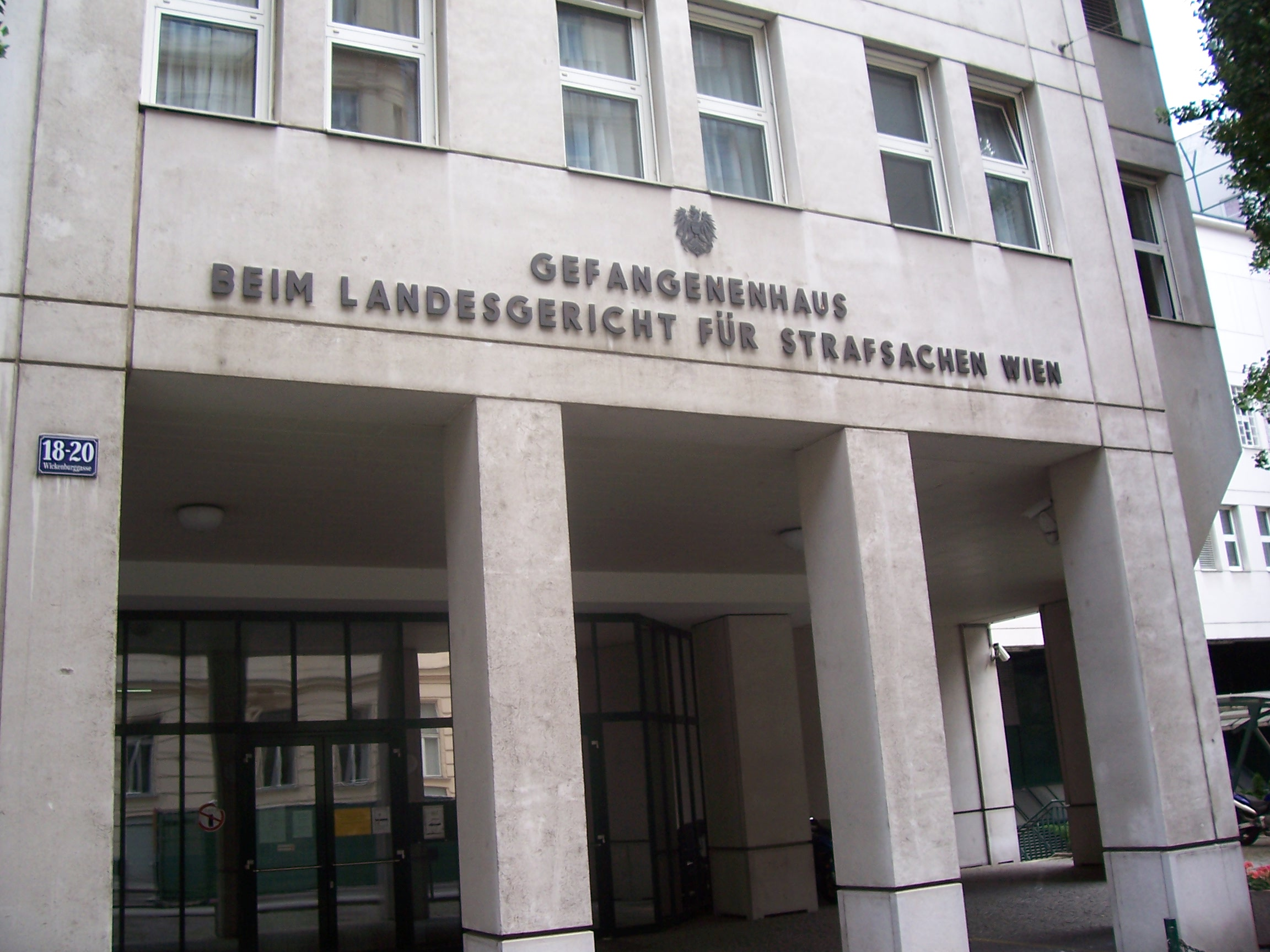
Eingang der Justizanstalt Wien-Josefstadt in der Wickenburggasse

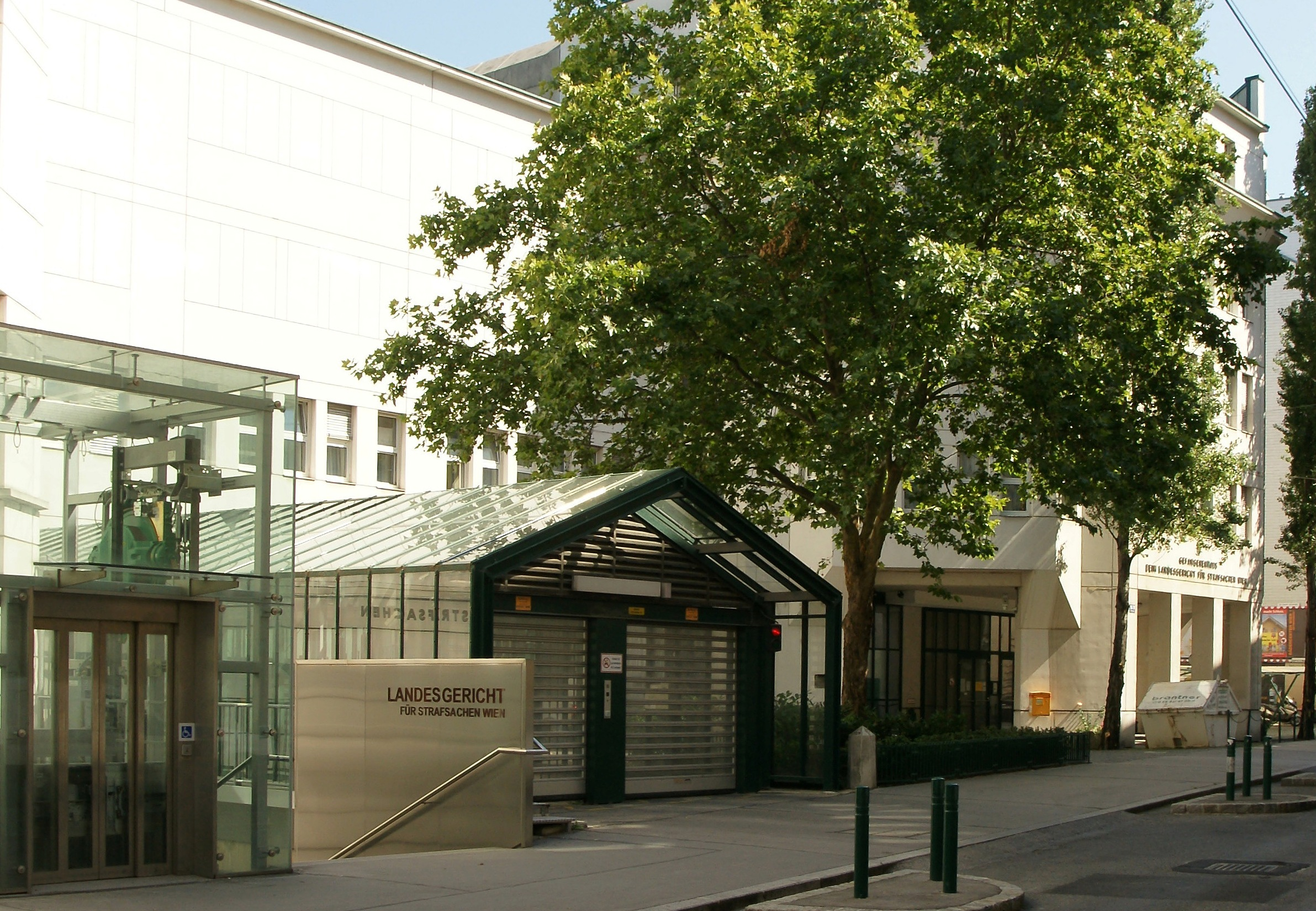
Hintereingang des Landesgerichts und Zugang zum Gefangenenhaus

Die Justizanstalt Wien-Josefstadt ist ein gerichtliches Gefangenenhaus, das dem Landesgericht für Strafsachen Wien angegliedert ist. Das Gefängnis befindet sich in der Wickenburggasse im 8. Wiener Gemeindebezirk Josefstadt in direkter baulicher Verbindung mit dem Gerichtsgebäude.
Im allgemeinen Sprachgebrauch wird die Anstalt von den Wienern bereits seit den Anfängen ihres Bestehens meist „Graues Haus“ genannt. Diese Bezeichnung ist auf die damals graue Kleidung der Häftlinge zurückzuführen. Insbesondere von ehemaligen Strafgefangenen wird das Gefängnis auch als „Einser“ (wienerisch „Aansa“) bezeichnet.

## Konzeption
Das Gefängnis ist die größte österreichische Justizanstalt und kann bis zu 1057 Insassen beherbergen. Hier werden Personen zum Straf- und Maßnahmenvollzug für eine Länge von bis zu 18 Monaten untergebracht. Die Justizanstalt ist zur Gänze im Gebäude des Landesgerichts für Strafsachen in Wien untergebracht, es existieren aber Außenstellen für Häftlinge mit Lungenerkrankungen auf der Wilhelmshöhe sowie eine geschlossene Krankenabteilung im Krankenhaus Barmherzige Brüder. In einer Abteilung werden ausschließlich jugendliche Untersuchungs- und Strafgefangene untergebracht, die größtenteils zuvor in der Justizanstalt Wien-Erdberg inhaftiert waren. Weiters ist der JA Wien-Josefstadt die österreichische Justizwacheschule und der zentrale Überstellungsdienst für alle Justizanstalten in Österreich angegliedert.
Am 30. August 2007 waren in der Anstalt 1226 Gefangene inhaftiert, von denen allein 798 Untersuchungshäftlinge waren. Die daraus resultierende Gesamtauslastung des Gefängnisses entspricht knapp 116 %. Damit zählt die Justizanstalt Wien-Josefstadt zu den am stärksten ausgelasteten Strafvollzugseinrichtungen Österreichs.

## Geschichte
1831 genehmigte Kaiser Franz I. die Errichtung eines Criminalgerichtsgebäudes in der Alservorstadt. Nach rund sieben Jahren Bauzeit wurde das Gebäude 1839 seiner Bestimmung übergeben. Seither fanden hier die Kriminalprozesse statt, die zuvor in der Schranne abgehalten worden waren. Bis heute erfolgten zahlreiche Erweiterungen und Umbauten, die vorläufig letzten endeten 1995. Hier wurden viele „Sensationsprozesse“ durchgeführt, auch über Wirtschaftsdelikte wie im Fall Lucona oder zuletzt der BAWAG-Prozess. In der NS-Zeit war das „Graue Haus“ berüchtigt als Hinrichtungsstätte politischer Häftlinge (siehe auch Liste von im Deutschen Reich hingerichteten Personen).
Die Generaldirektion für den Strafvollzug kündigte im Jahr 2017 an, die Justizanstalt und das benachbarte Gerichtsgebäude schrittweise ab 2020 generalsanieren zu lassen. Während der Arbeiten sollen die Insassen der betroffenen Gefängnisteile in die Justizanstalt Wien-Simmering und die Justizanstalt Hirtenberg verlegt werden.

## Sicherheitsrelevante Vorfälle
- Am 13. April 2005 gelang einem ukrainischen Häftling die Flucht aus der Justizanstalt. Er erhielt Besuch von einem angeblichen Anwalt. Dieser legte gefälschte Dokumente vor und gelangte so mit dem Häftling in ein nicht überwachtes Zimmer, wo er ihm in einem Koffer mitgeführte Kleidungsstücke überreichte. Anschließend marschierten beide unbehelligt aus dem Gebäude, vor dem bereits ein Fluchtwagen wartete. Nach diesem Vorfall wurde ein Biometrie-System eingerichtet, das das Gesicht jedes Besuchers registriert. Außerdem erhält jetzt jeder Besucher eine eigene Zutrittskarte. Beim Verlassen des Gebäudes wird das Gesicht des Besuchers überprüft. Nur für diejenigen, die beim Hineingehen erfasst worden sind, öffnet sich dann auch die Türe in die Gegenrichtung und aus der Justizanstalt in die Freiheit.[4]

- Trotz der neuen Sicherheitsmaßnahmen kam es am 30. Juni 2011 zu einem weiteren sicherheitsrelevanten Vorfall: Ein serbischer Untersuchungshäftling gab sich am Entlassungstag seines Zellenkollegen als dieser aus, wurde anstelle von diesem entlassen und tauchte sofort unter. Der Insasse hatte dafür nur den Namen und das Geburtsdatum seines Mitinsassen angegeben und wurde nicht weiter überprüft. Der wirkliche Entlassungshäftling meldete sich erst am Abend und musste daraufhin ebenfalls freigelassen werden. Als Reaktion auf diese Vorkommnisse kündigte Peter Prechtl von der Vollzugsdirektion künftig einzusetzende Fingerabdruck-Systeme an.[5]

- Am 19. Juli 2024 flüchteten 2 weibliche Häftlinge (31, 43), die Hausarbeiten im Besucher- und Wachlokalbereich verrichteten. Sie konnten sich umziehen und unbemerkt hinausgehen, da Bauarbeiter in der JA arbeiteten.[6]